# Thomas Cook Airlines
Thomas Cook Airlines —  колишня британська авіакомпанія, що мала головну базу у Манчестері, Англія, надавала послуги ще з 9 інших баз Сполученого Королівства. Оголосила банкрутство 23 вересня 2019. It is understood that the British government is readying aircraft to ferry stranded passengers back to the UK.
Thomas Cook Airlines є складовою частиною дивізіону Thomas Cook Group, яка має ще три сестринські авіакомпаній, що мають спільне управління флотом: Thomas Cook Airlines Scandinavia, Condor та Thomas Cook Airlines Balearics. Авіакомпанія була створена шляхом ребрендингу компанії JMC Air в 2003 році. Після об'єднання групи MyTravel з Thomas Cook в 2008 році компанія Thomas Cook Airlines UK Ltd була об'єднана з MyTravel Airways.

## Флот
Флот Thomas Cook Airlines на травень 2018:
| Тип             | В дії | Замовлено | Пасажирів | Пасажирів | Пасажирів | Примітки                                             |
| Тип             | В дії | Замовлено | P         | Y         | Разом     | Примітки                                             |
| --------------- | ----- | --------- | --------- | --------- | --------- | ---------------------------------------------------- |
| Airbus A321-200 | 25    | —         | —         | 220       | 220       | Два додаткових літака, мають бути передані з Condor. |
| Airbus A330-200 | 6     | —         | 49        | 261       | 310       |                                                      |
| Airbus A330-200 | 6     | —         | 49        | 265       | 314       |                                                      |
| Airbus A330-200 | 6     | —         | 49        | 273       | 322       |                                                      |
| Airbus A330-300 | —     | —         | —         | 388       | 388       | Передані Thomas Cook Airlines Scandinavia            |
| Boeing 757-300  | 2     | —         | —         | 280       | 280       | Передані Condor.                                     |
| Разом           | 33    | —         |           |           |           |                                                      |